# Насветевич
Насветевич (укр. Насвітевич) — пассажирская и грузовая железнодорожная станция города Лисичанск. Относится к Луганскому отделению Донецкой железной дороги. Линия не электрифицирована. Участок железной дороги двухпутный. Также от станции отходит подъездной путь в направлении завода Пролетарий. На станции останавливаются только пригородные дизель-поезда.

## Происхождение названия
Станция была названа в честь боевого офицера,  флигель-адъютанта императора Насветевича Александра Александровича (по другим данным, фамилия офицера была Несветевич). В то время, корда строилась железная дорога, многие меценаты отказывались отдавать свою землю под строительство железной дороги, но Александр Насветевич не только отдал землю безвозмездно, но и вложил свои средства для развития железных дорог, чтобы связать близлежащие города и сёла с Харьковом.

## История

### Ранняя история станции
История железнодорожной станции тесно связана со строительством большого количества промышленных предприятий в городе Лисичанск. В городе возникла проблема доставки продукции в другие регионы государства, в связи с чем и было решено строить железную дорогу в данном регионе. Более того, одним из тех, кто призывал к строительству железной дороги в Лисичанске, был Дмитрий Менделеев.
Участок железной дороги Лисичанск — Купянск, на котором расположена станция Насветевич, был построен 17 декабря 1895 года, а вот сама станция открылась немного позже — в 1905 году 1 февраля. На момент открытия участок был однопутным, но уже в 1903 году был проложен второй путь.
Участок, на котором расположена станция, как и вся тогдашняя Донецкая каменноугольная железная дорога, был построен акционерным обществом «Донецкая дорога», владельцем которого был русский промышленник и меценат Савва Иванович Мамонтов.
В связи с активным развитием промышленности в городе, от станции был проложен подъездной путь к заводу «Пролетарий».
Особо активное движение поездов по станции наблюдалось в период 70-х — 80-х годов XX столетия. В связи с этим проект электрификации участка Сватово — Попасная, который впоследствии оказался неосуществлённым.

### Современная история станции
После распада СССР начались массовые отмены пригородных поездов по всей Донецкой железной дороге. В связи с этим количество пригородных поездов, следовавших через станцию, значительно уменьшилось. В связи с этим уменьшилось и количество путей на станции — с шести до четырёх.

### Станция во времена вооружённого конфликта на востоке Украины
Военные события, происходящие на востоке Украины с весны 2014 года, не могли не повлиять на работу станции. Начиная с 22 мая 2014 года «Укрзализныця» на неопределённый срок закрыла движение всех поездов на участке Сватово — Лисичанск в связи с блокировкой железнодорожного моста на 942-м километре перегона в направлении станции Рубежное. 5 июня 2014 года вышеуказанный железнодорожный мост был взорван.
Постепенно ситуация в городе начала стабилизироваться, но восстановить пассажирское сообщение из-за взорванного моста было невозможно. Но, учитывая потребность местных жителей в железнодорожном сообщении,
«Укрзализныця» 6 сентября 2014 года за свой счёт начала ремонт моста. Через несколько недель, 23 сентября ремонт моста был завершен, и уже на следующий день после длительного перерыва на станцию вновь прибыл первый пригородный поезд — и пригородное движение было восстановлено до станции Сватово и станции Венгеровка.
Начиная с 21 ноября 2014 года все пригородные поезда, следующие через станцию, вновь были полностью отменены. Причина отмены кроется в отсутствии финансирования государственного предприятия «Донецкая железная дорога». Немного позднее ряд СМИ распространили информацию о возобновлении курсирования пригородных поездов через станцию с 28 ноября, однако на деле этого не произошло.
29 декабря 2014 года был зарегистрирован законопроект, согласно станция часть инфраструктуры Донецкой железной дороги, которая расположена на подконтрольной Украине территории, временно должна быть передана Приднепровской и Южной железным дорогам. В частности, моторвагонное депо Сватово, на балансе которого находится подвижной состав, совершающий пригородное сообщение через станцию Насветевич, а также сама станция Насветевич, должны быть переданы под управление Южной железной дороги.
После того, как данное распоряжение было введено в действие, пригородное сообщение было возобновлено и начиная с конца января осуществляется в направлении станций Сватово, Купянск-Узловой (через Сватово) и Переездная.

## Пригородное сообщение по станции
Согласно графику движения пригородных поездов на 2018/2019 год, через станцию проходят ежедневно в каждом направлении по пять пар пригородных поездов. Дизеля при этом ходят равномерно в течение суток, в том числе и в ночное время.
В чётном направлении пригородные поезда следуют до станции Попасная в количестве пяти штук, в то время как в нечётном направлении поезда следуют до станции Сватово в таком же количестве.
Примечательно, что один из поездов следует не от станции Сватово, а от станции Купянск-Узловой, проходя при этом через Сватово. В то же время, в обратном направлении чтобы добраться до станции Купянск-Узловой, по станции Сватово придётся делать пересадку. Впрочем, дизель-поезда являются согласованными.
Следует отметить, что ряд пригородных поездов согласованы с пассажирскими поездами дальнего следования.
По станциям Купянск-Узловой и Камышеваха пассажиры имеют возможность пересесть на пригородные поезда других направлений.
Все пригородные поезда, следующие через станцию, представлены моделями дизельных поездов Д1, которые обслуживаются моторвагонным депо РПЧ-5 станции Сватово.
| № поезда | Маршрут движения           | № поезда | Маршрут движения   |
| -------- | -------------------------- | -------- | ------------------ |
| 6439     | Сватово — Попасная         | 6440     | Попасная — Сватово |
| 6441     | Сватово — Попасная         | 6442     | Попасная — Сватово |
| 6443     | Сватово — Попасная         | 6444     | Попасная — Сватово |
| 6329     | Купянск-Узловой — Попасная | 6332     | Попасная — Сватово |
| 6447     | Сватово — Попасная         | 6448     | Попасная — Сватово |

## Галерея

Станция Насветевич
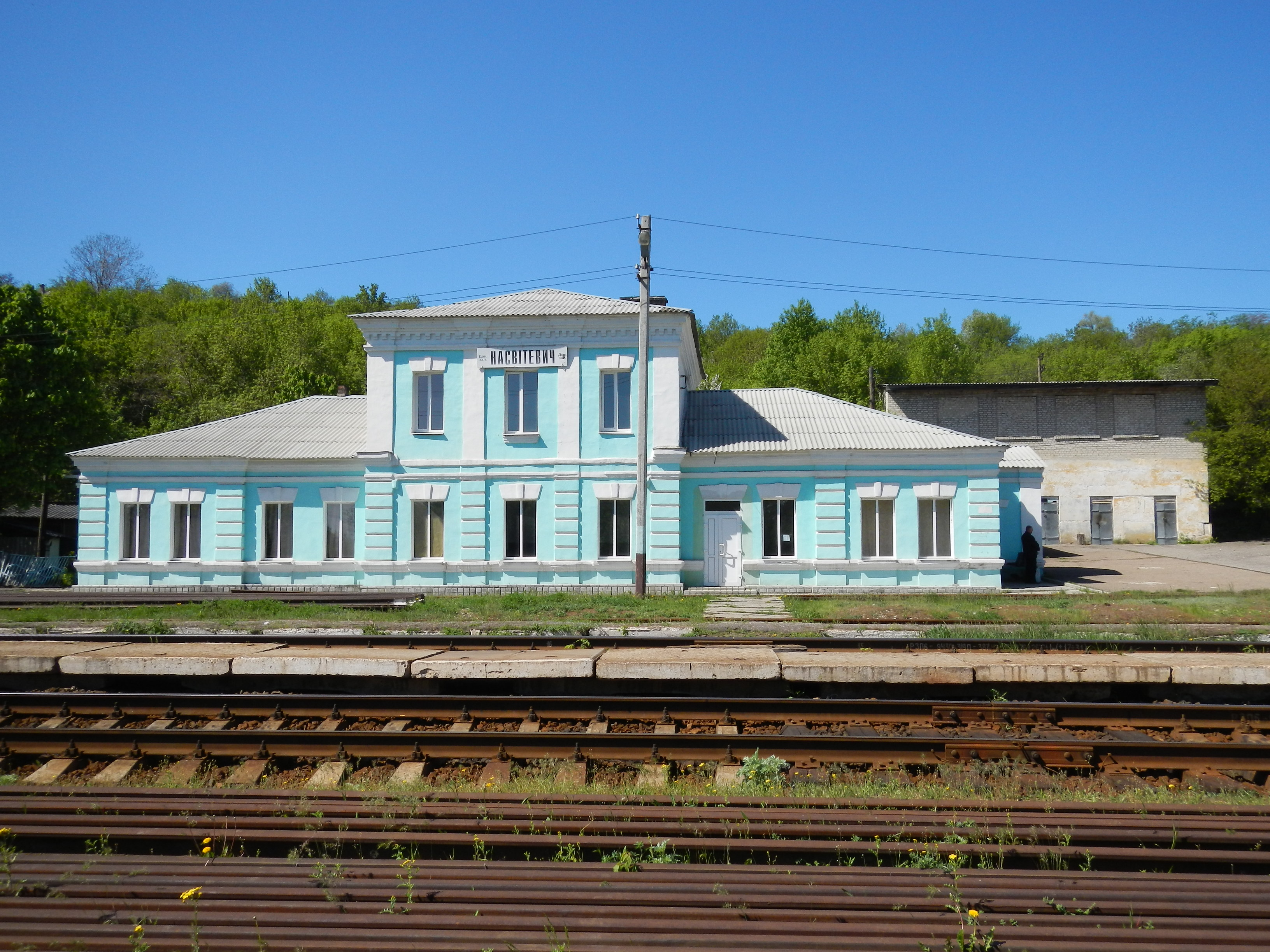
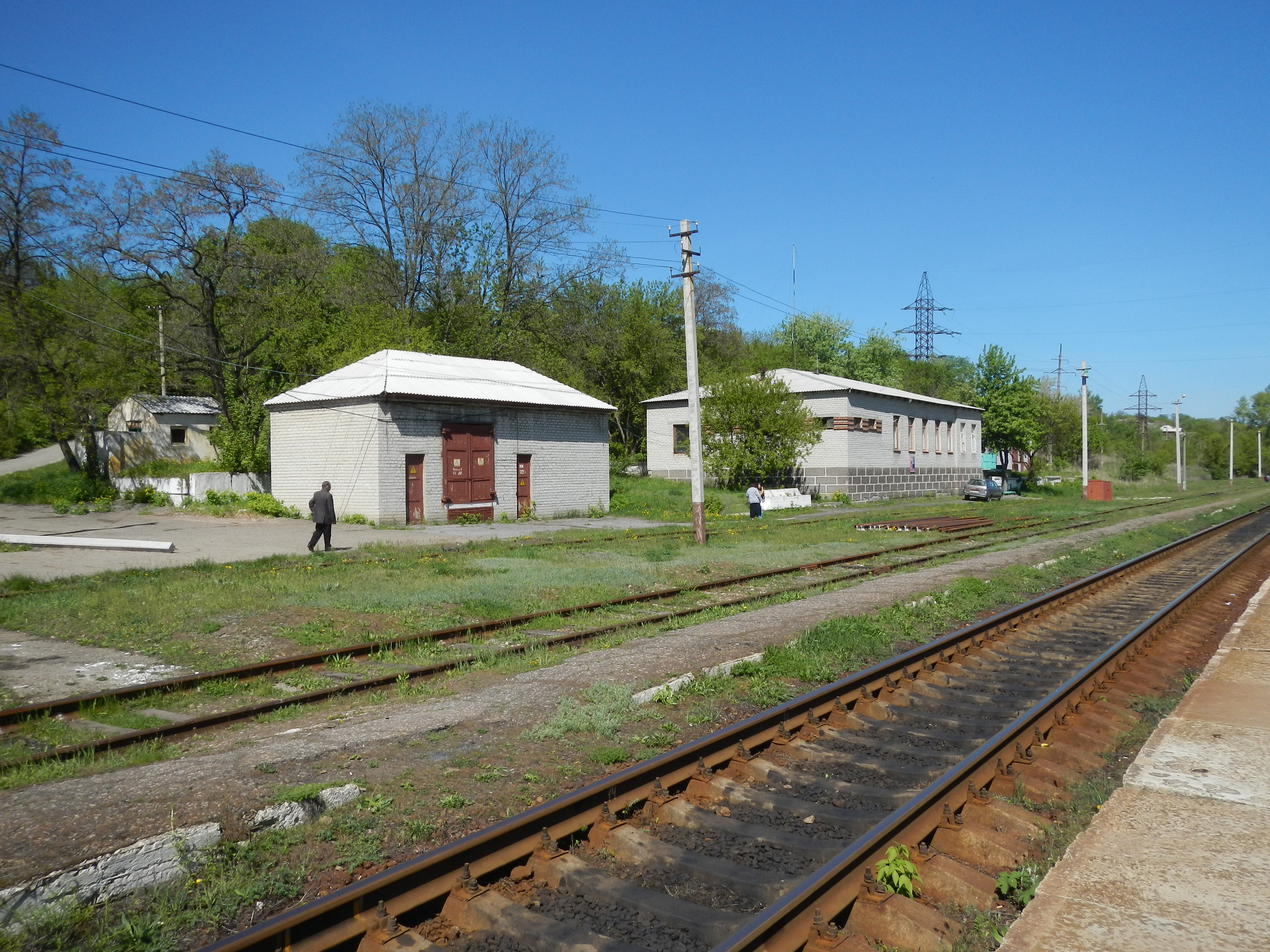
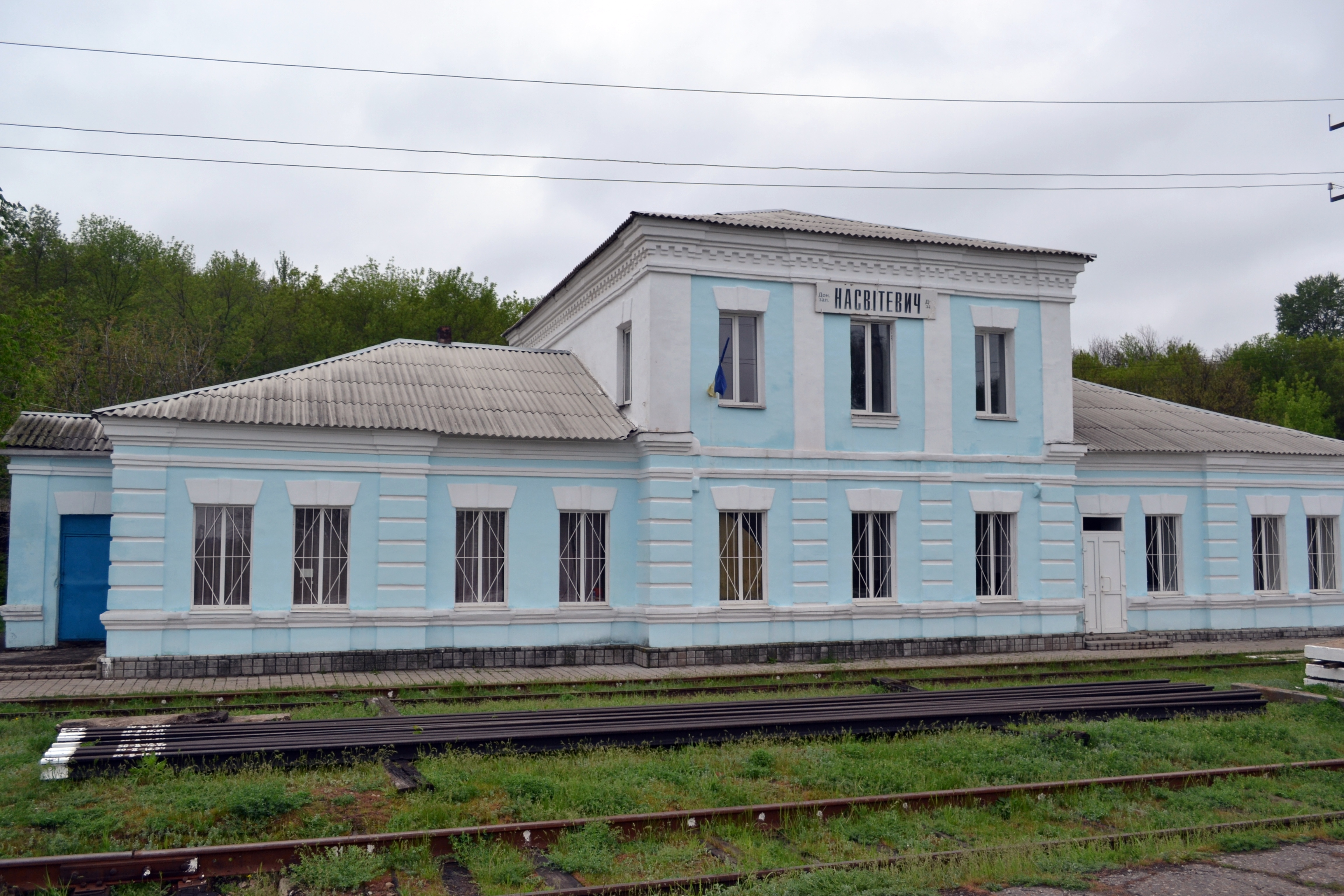
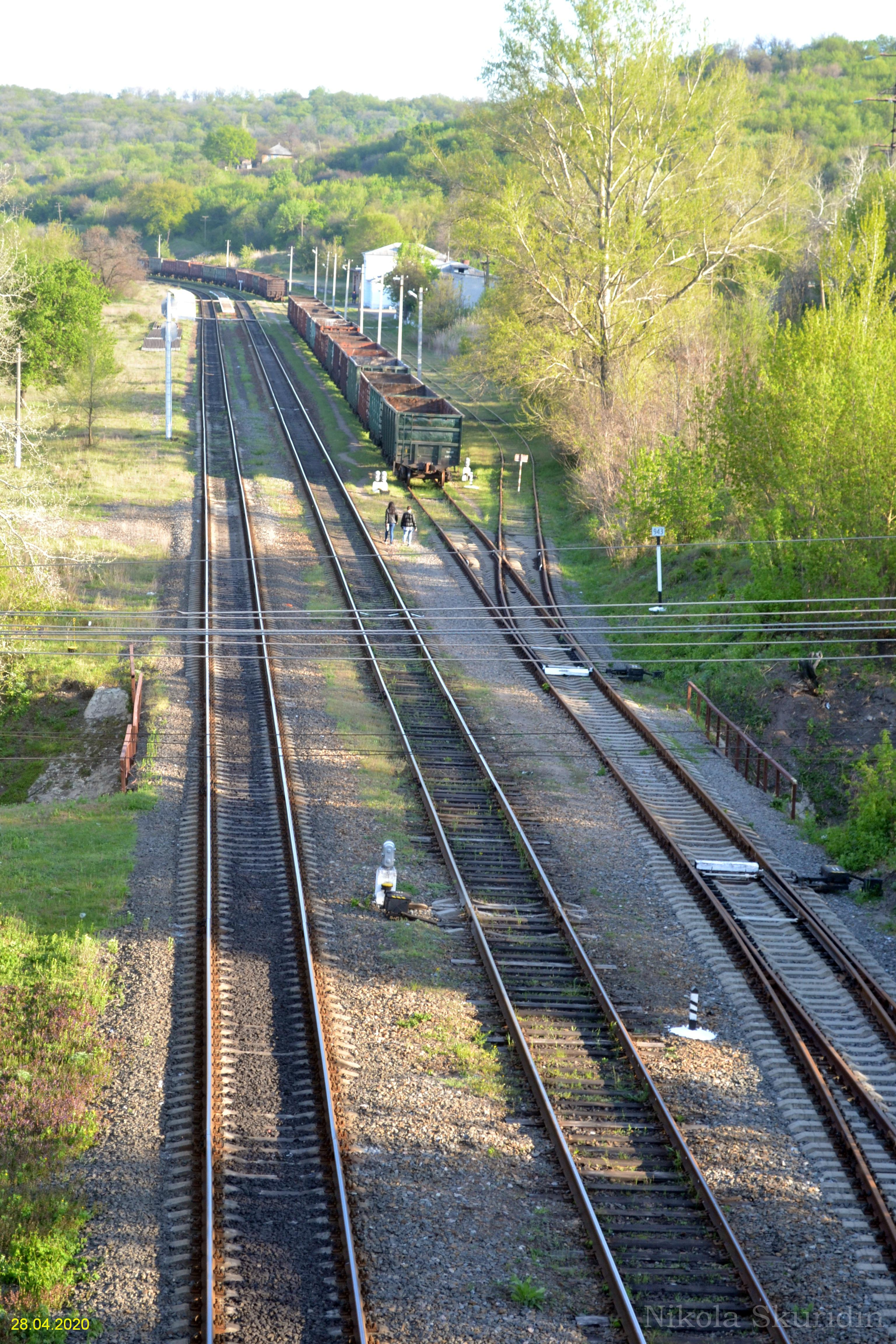